# ピエリシジンA
ピエリシジンA（piericidin A）は抗生物質の一種である。Streptomyces mobaraensisから発見された。NADHデヒドロゲナーゼの阻害剤であり、電子伝達を阻害する。構造はユビキノンのものと似ており、したがってNADPH脱水素酵素と光化学系IIにおける結合部位に対してQBと競合する。